# Santa Maria, São Pedro e Sobral da Lagoa
Santa Maria, São Pedro e Sobral da Lagoa (llamada oficialmente União das Freguesias de Santa Maria, São Pedro e Sobral da Lagoa) es una freguesia portuguesa del municipio de Óbidos, distrito de Leiría.

## Historia
Fue creada el 28 de enero de 2013 en aplicación de una resolución de la Asamblea de la República de Portugal promulgada el 16 de enero de 2013 con la unión de las freguesias de Santa Maria, São Pedro y Sobral da Lagoa.

## Demografía
| Gráfica de evolución demográfica de Santa Maria, São Pedro e Sobral da Lagoa entre 2011 y 2021 |
|                                                                                                |
| Datos según el nomenclátor publicado por el INE portugués.                                     |